# Albert Market

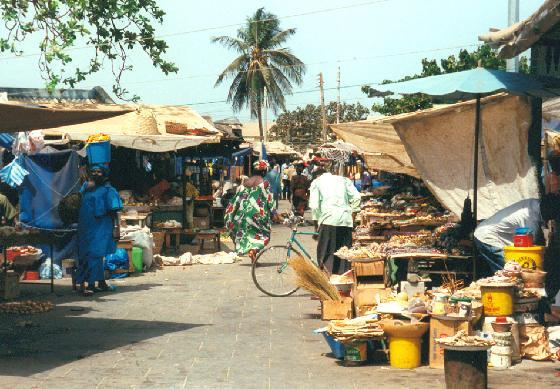
Albert Market

Der Albert Market ist ein Straßenmarkt in Banjul, im westafrikanischen Staat Gambia. Der Markt an der Liberation Avenue besteht seit Mitte des 19. Jahrhunderts.

## Geschichte
Er ist benannt nach Prinzgemahl Albert von Sachsen-Coburg und Gotha, dem Ehemann der englischen Königin Victoria. Das Vereinigte Königreich kontrollierte Gambia während der Kolonialzeit.
1986 wurde der Albert Market durch eine Feuersbrunst weitestgehend zerstört.